# نيسان برايري
نيسان برايري (بالإنجليزية: Nissan Prairie)‏ هي سيارة من تصنيع شركة نيسان موتورز.